# Ceratozamia zaragozae
Ceratozamia zaragozae es una especie de planta de la familia Zamiaceae. Es endémica de México. Está amenazado por la pérdida de hábitat, su estado de conservación es crítico.